# 朗晴邨
朗晴邨（英語：Long Ching Estate）是香港房屋委員會轄下的公共屋邨，項目編號為YL09，由房屋署總建築師（1）負責設計，總承建商為瑞安建業有限公司，朗晴邨位於香港新界元朗新市鎮橫洲路9號的元朗市中心地帶，鄰近港鐵朗屏站。全邨包括兩座分別30和19層高的出租住宅樓宇、一層商業設施及輔助設施，共提供438個租住單位，於2016年8月19日落成入伙。朗晴邨獲香港綠色建築議會（HKGBC）與環保建築專業議會（PGBC）環保建築大奬 2014新建建築類别之大獎。

## 歷史
朗晴邨所在地原為元朗邨一部份，前元朗邨位於元朗橫洲路，於1966年落成時名為「元朗徙置區」，也是第一個鄉郊徙置區，用以安置屏山鄉及十八鄉被清拆的寮屋戶，直到1973年由香港房屋委員會負責屋邨管理，才改稱元朗邨。元朗邨共有5座公屋大廈，於2001年拆卸。
香港房屋委員會原計劃於該空置土地，重建3幢高32層的非標準式住宅大廈，提供近2千個公屋單位，本來預計於2008年動工，在2012年落成。不過，由於該幅土地位於元朗市中心，鄰近西鐵綫朗屏站，因此有區議員認為應將土地轉作私人發展，包括要求發展酒店、商業及零售設施，以帶旺元朗區的經濟，有助解決區內的失業問題。
最終特區政府決定將地皮一分為二，其中約四分一前元朗邨地皮交還香港房屋委員會，縮小原有公屋發展規模，改為只興建兩幢分別樓高18層及29層的住宅大廈。現址大約為前元朗邨第4座的位置。另一部份為本港首個限呎項目，長實地產旗下元朗安寧路大型項目世宙。

## 建築設計特色
朗晴邨採用單向式大廈設計，兩幢大樓高度不一，以日朗樓作屏障，減低道路和鐵路交通噪音對青朗樓及其內圍的影響。透過整體建築大樓的佈局，座向的考慮，垂直隔音牆的配置。以及沿元朗安寧路平台加設的一段高6米的隔音屏障，朗晴邨在整體對道路和鐵路的交通噪音控制方面，效果理想。
為引入更多自然風，並使太陽光可照射至內園位置，兩幢住宅大樓的間距為20米以上，減少樓宇間對望。此外，在走廊翼尾位置安裝導風牆，引入自然風。
朗晴邨整體綠化率逾30％，地面綠化率也逾10％。邨內設有綠化空中花園和其他綠化區域，以調節稠密的城市環境，為居民提供休憩地方。社區遊樂設施、太極園、社區農場與一樓平台綠化花園融合，營造舒適的公共綠化空間，供不同年齡人士使用。為方便居民聯誼短聚，邨內也提供棋藝枱、乒乓球枱，休閒座位等設施。地面更設多項用途活動室，但至今一直空置。
為減低熱島效應，除平台綠化花園外，日朗樓天台、有蓋行人路上蓋和簷篷頂層也加以綠化，地面也採用可滲透地磚。而沿元朗安寧路平台加設高六米的隔音屏障，除了配置垂直綠化之外，更添加朗晴邨邨名的設計標誌，以增強屋邨的獨特性，改善鄰近環境。綠化的植物主要選取本土和抗蟲害植物等灌溉用水量較少的種類。
朗晴邨地下設有商舖和有蓋停車場，為居民提供日常生活所需。沿元朗安寧路設有十米綠化帶行人區，綠化設計與街道設施配合，為居民提供不同層次的綠化活動空間。
在外牆設計方面，大樓主要以白色為基調，以引入更多自然光予內庭。外牆顏色主要以加強大樓立體線條和低層主立面。大樓各樓層和各樓翼均分別設有主色調，方便居民辨別方向。

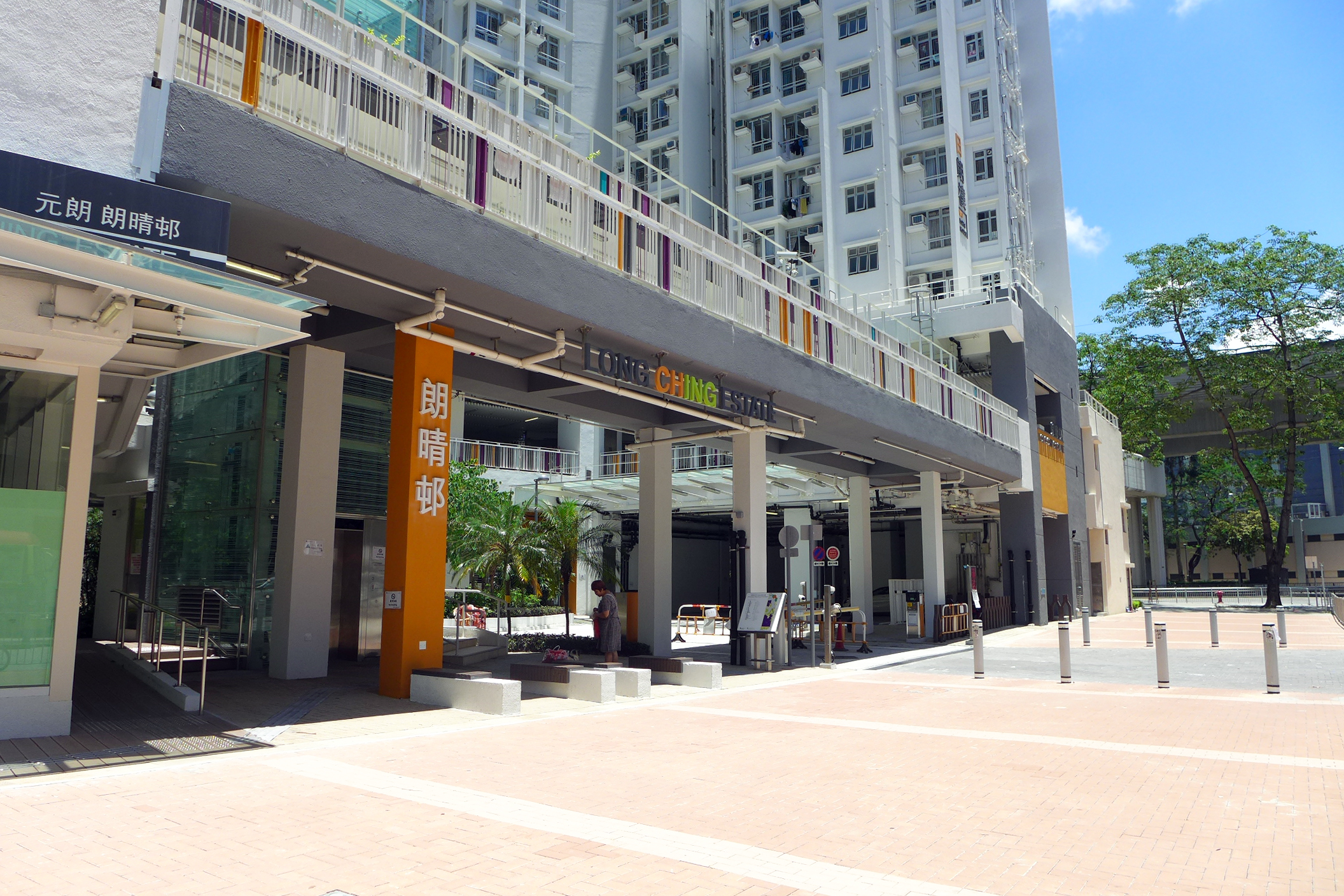
地下入口
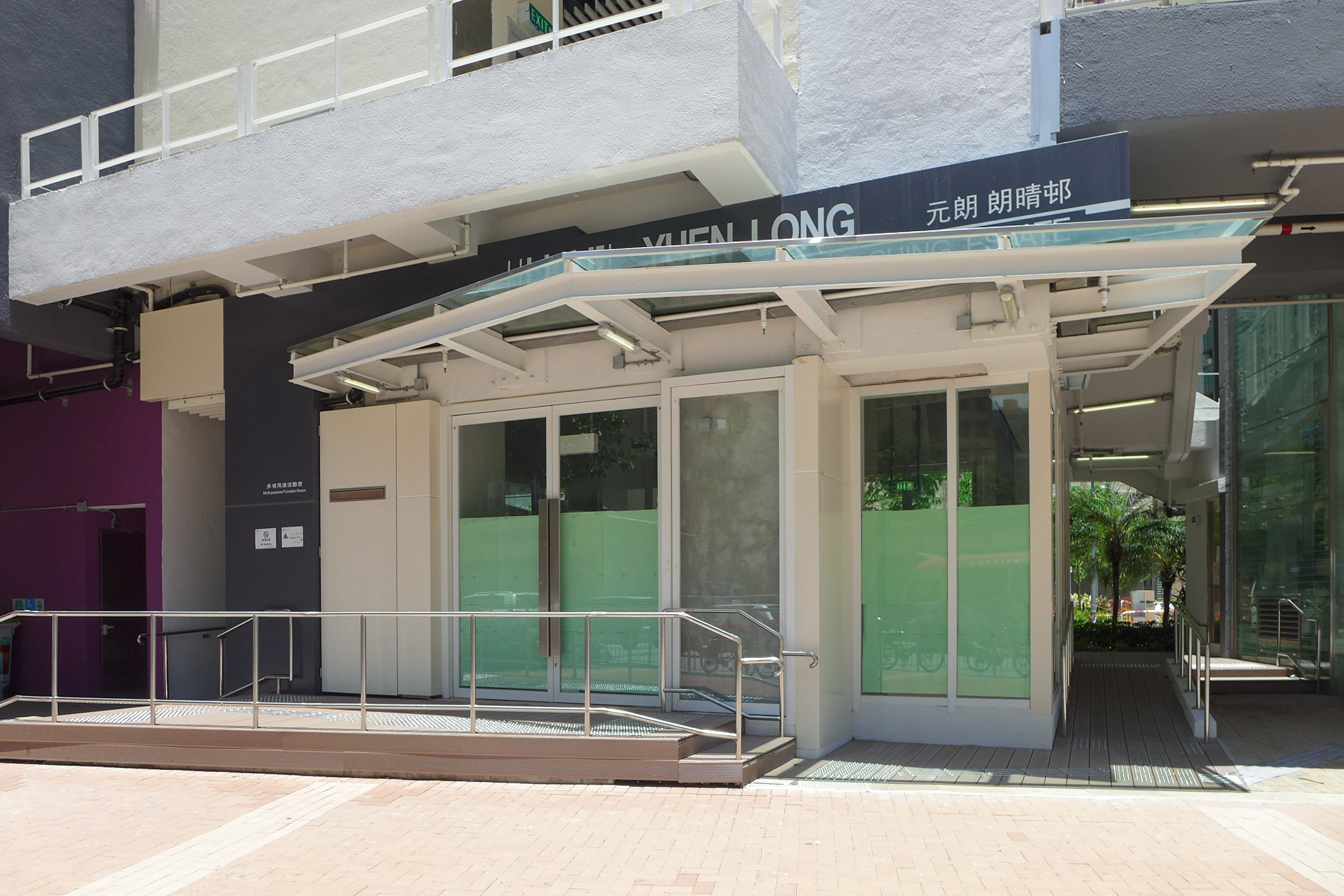
地下多項用途活動室
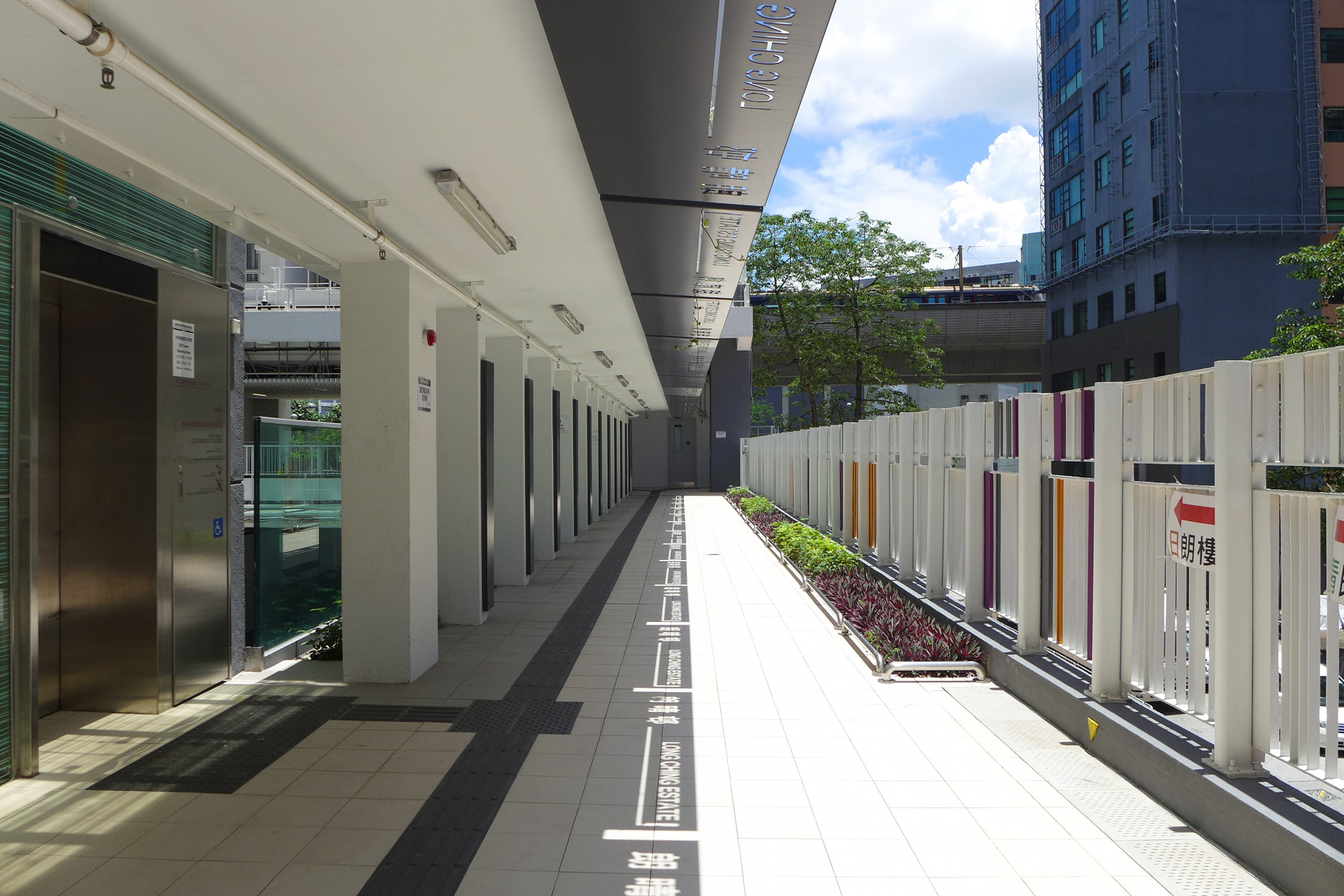
1樓有蓋行人通道，「朗晴邨」字樣反射至地面
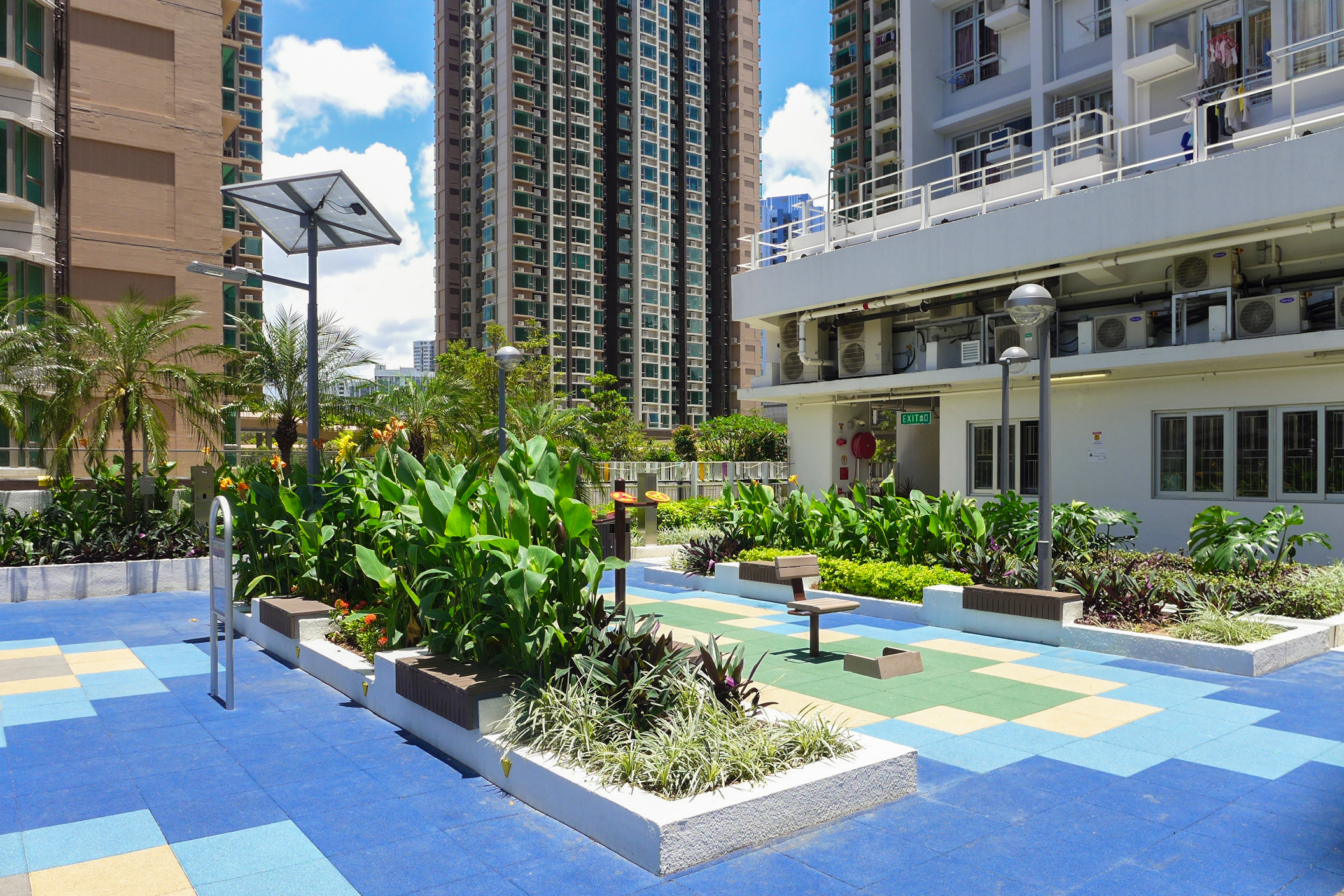
1樓平台健身區
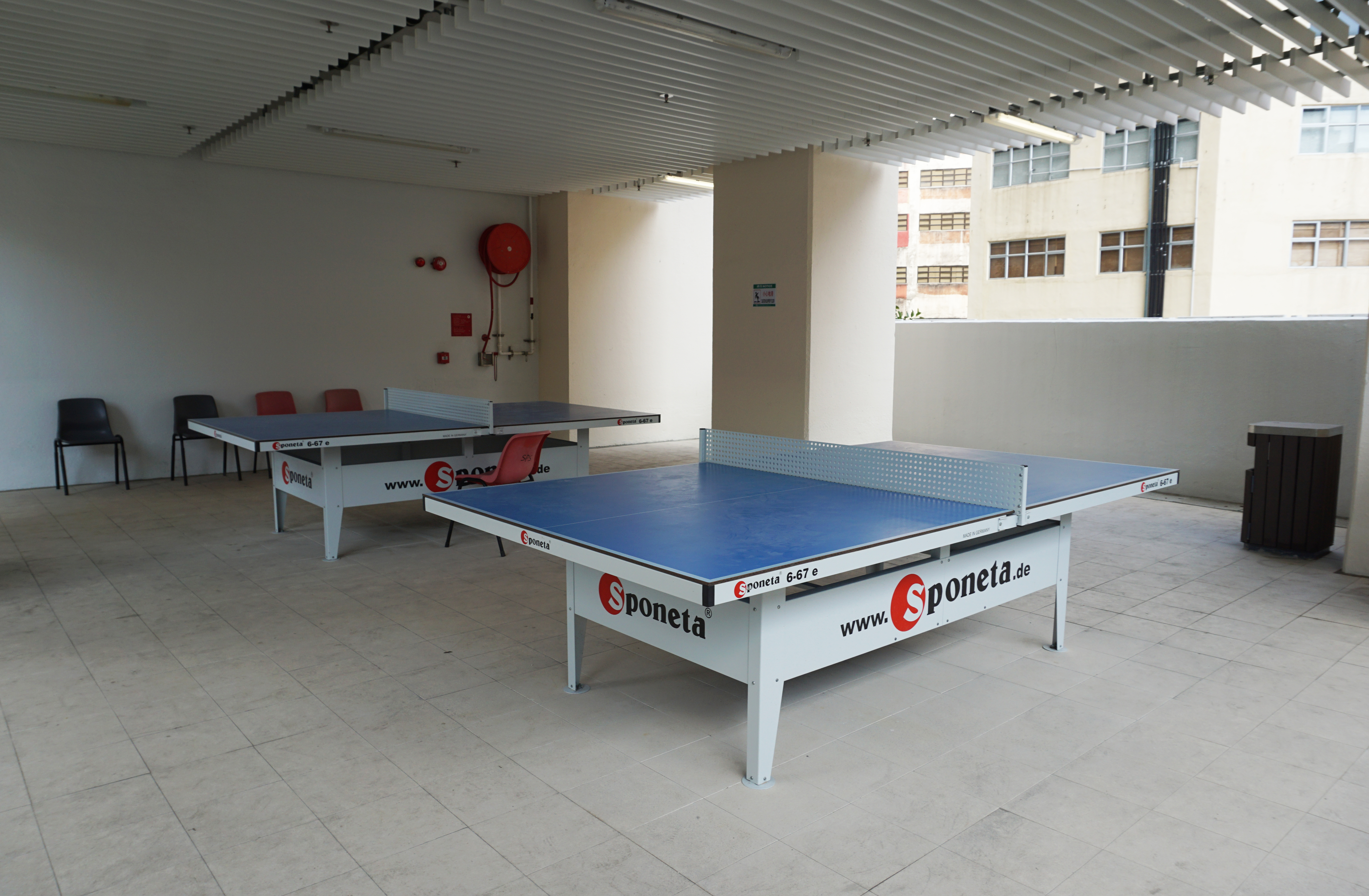
1樓平台乒乓球桌
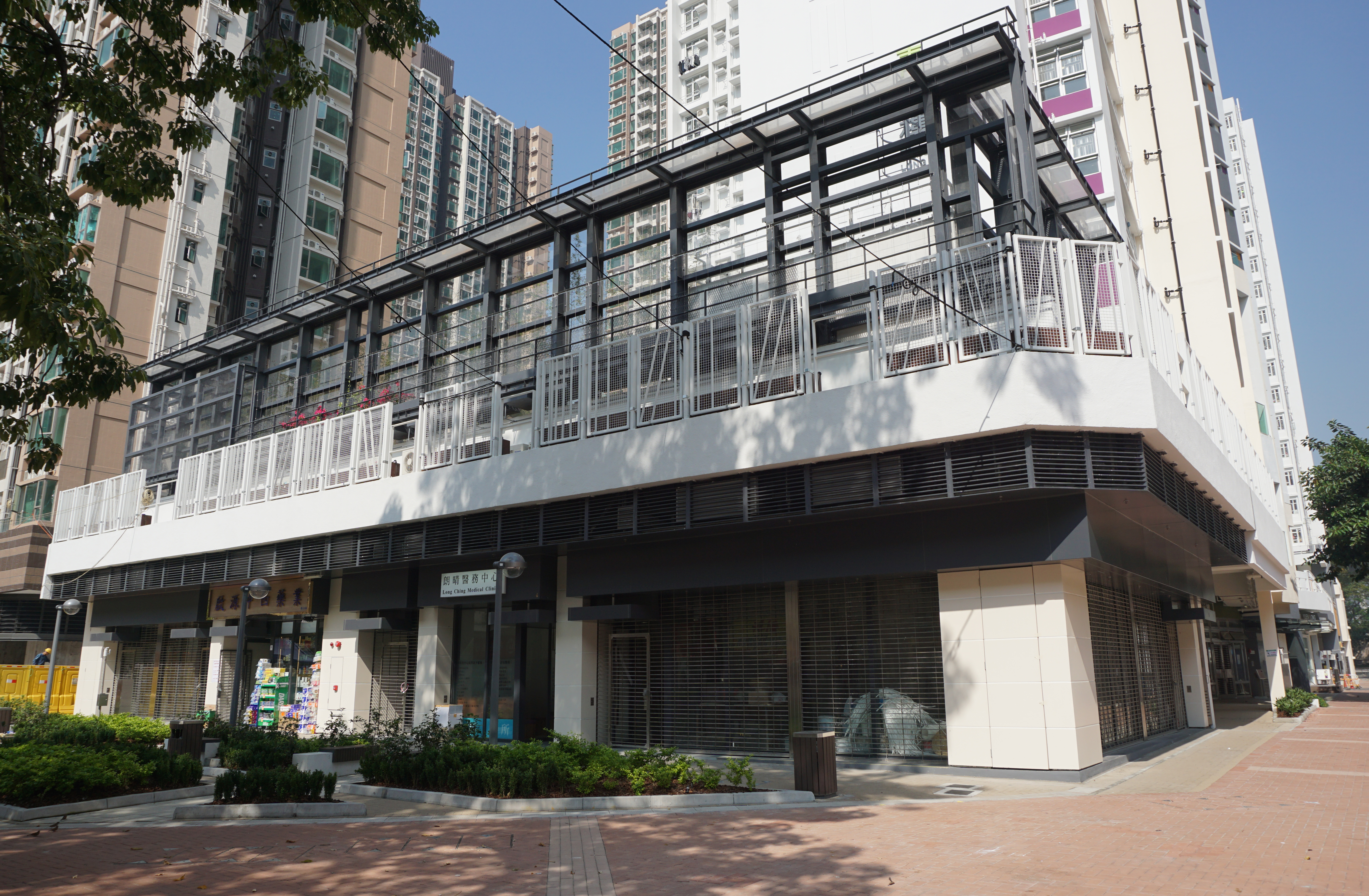
2016年11月，開業的店舖為2間

## 屋邨資料

### 現存樓宇
| 樓宇名稱（座號） | 樓宇類型               | 落成年份 | 層數 | 每層單位數目 | 每座單位總數（伙） | 建築師              | 承建商           | 採用的升降機廠商 |
| ---------------- | ---------------------- | -------- | ---- | ------------ | ------------------ | ------------------- | ---------------- | ---------------- |
| 日朗樓（第1座）  | 非標準設計大廈 （V型） | 2016年   | 18   | 6            | 108                | 房屋署總建築師（1） | 瑞安建業有限公司 | 富士達           |
| 青朗樓（第2座）  | 非標準設計大廈 （Y型） | 2016年   | 29   | 12           | 348                | 房屋署總建築師（1） | 瑞安建業有限公司 | 富士達           |

### 前代樓宇
| 樓宇座號 | 樓宇類型 | 落成年份 | 拆卸年份 | 樓宇層數 | 安置屋邨 |
| -------- | -------- | -------- | -------- | -------- | -------- |
| 第4座    | 第四型   | 1966年   | 2001年   | 16       | 天華邨   |

## 屋邨設施

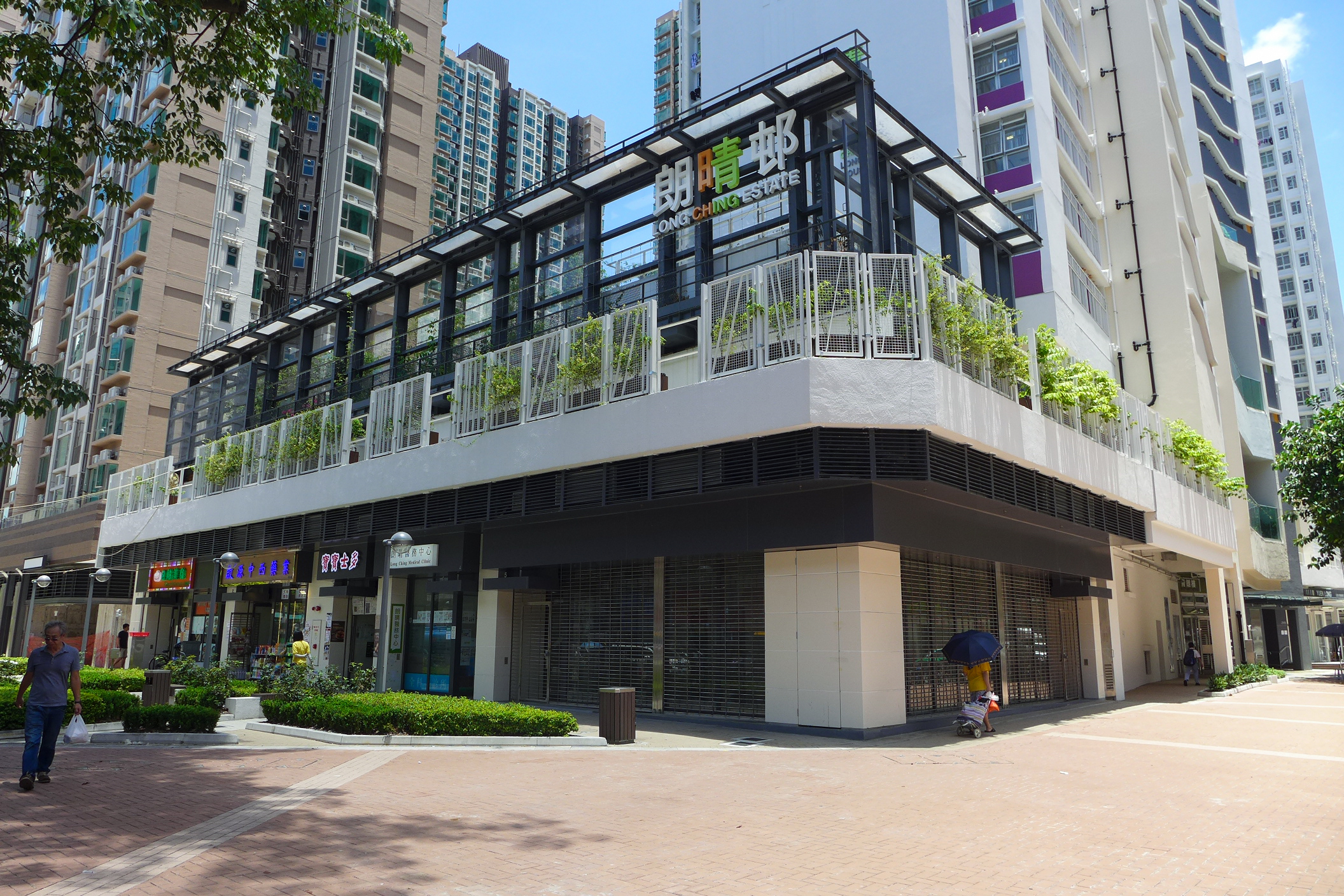
2017年6月，開業的店舖增至4間

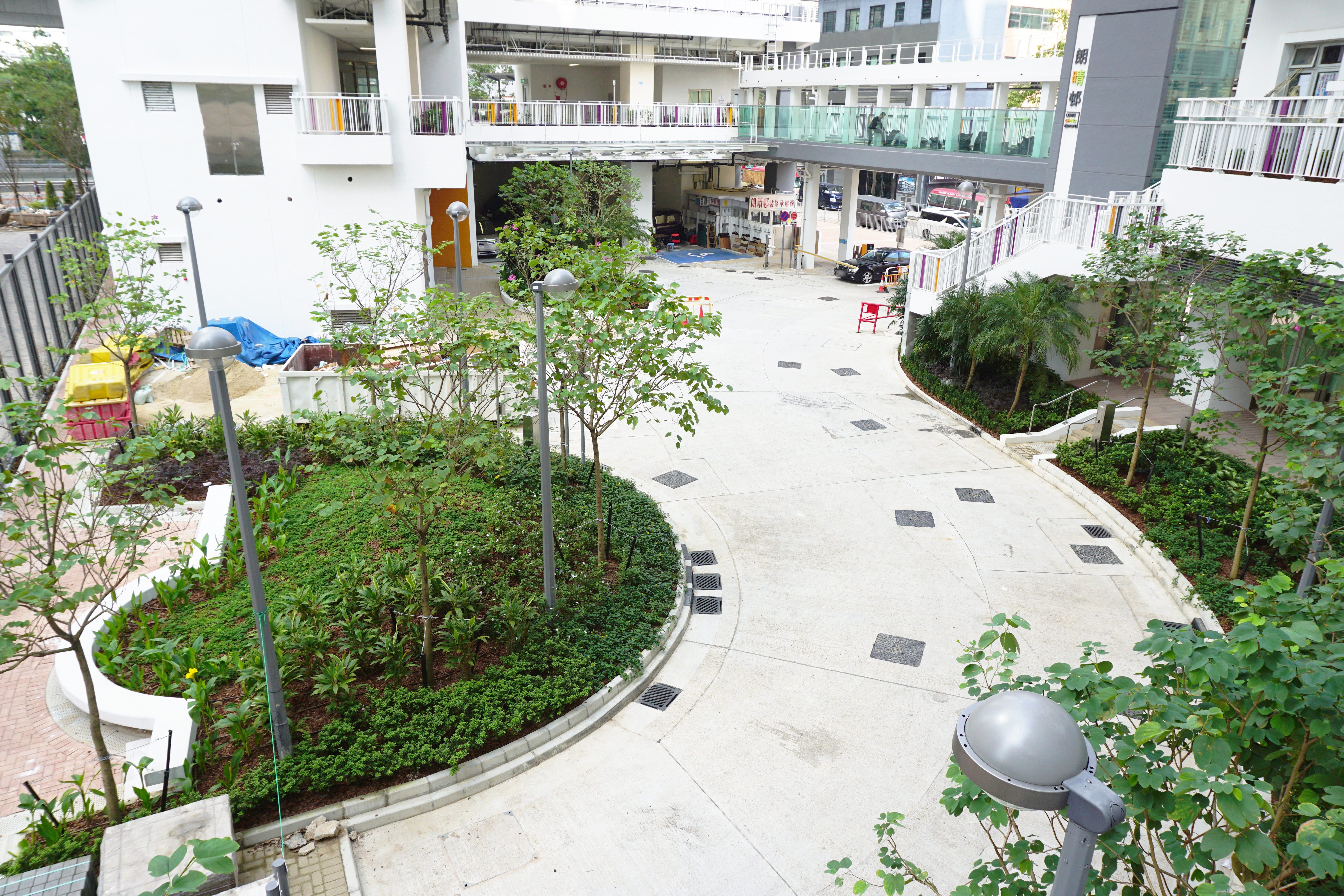
地下園林及消防通道

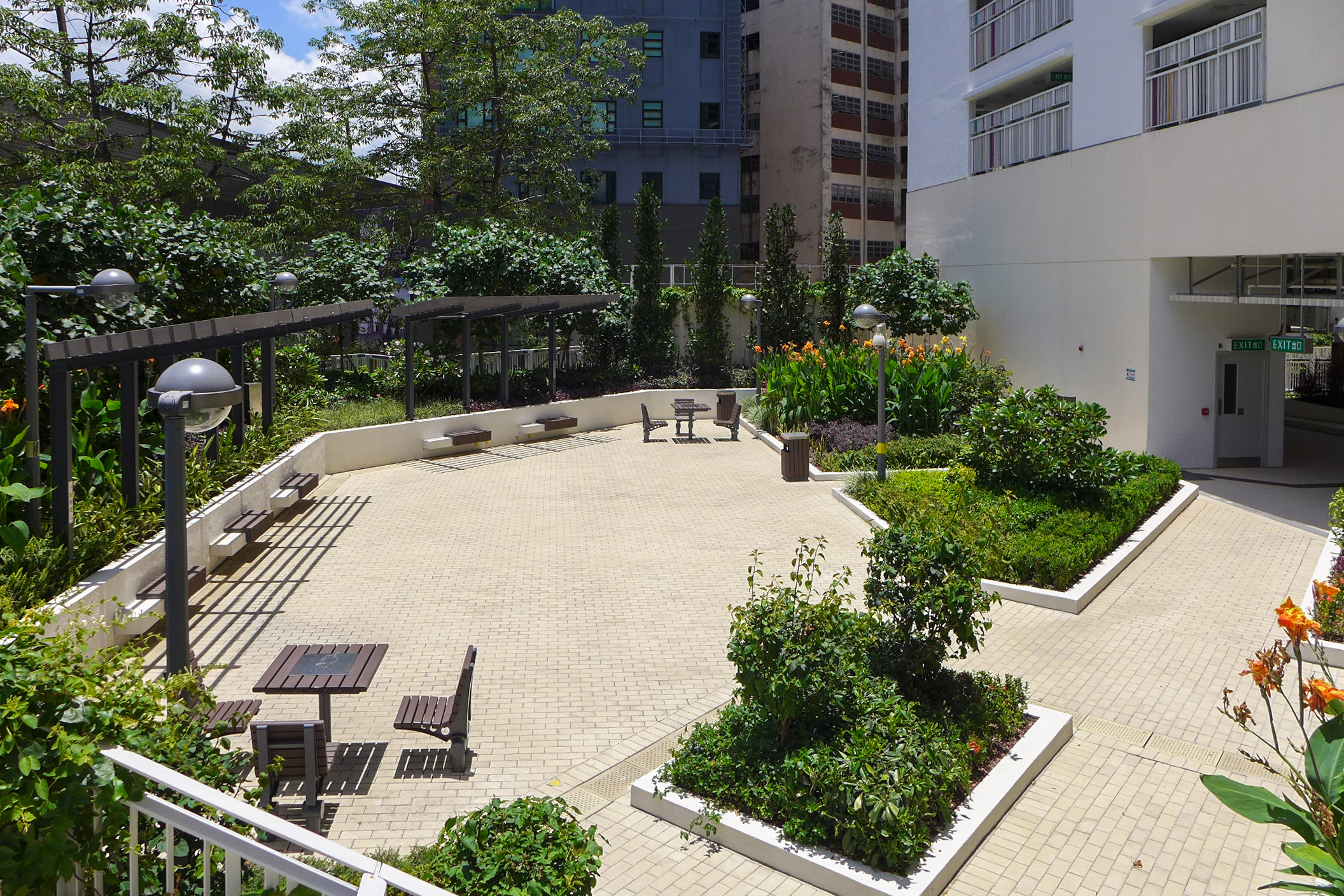
1樓平台太極園

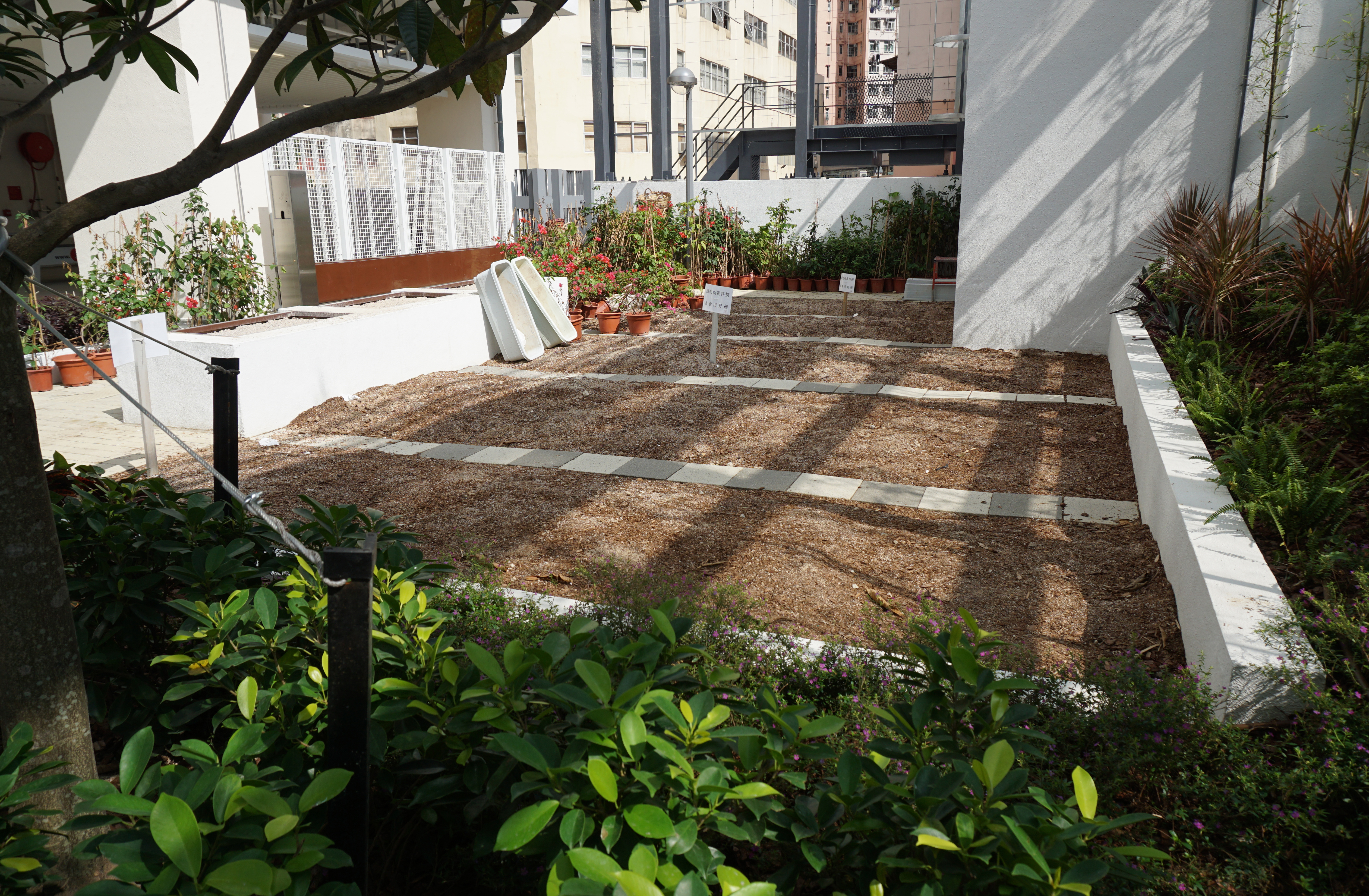
社區農場內的苗圃

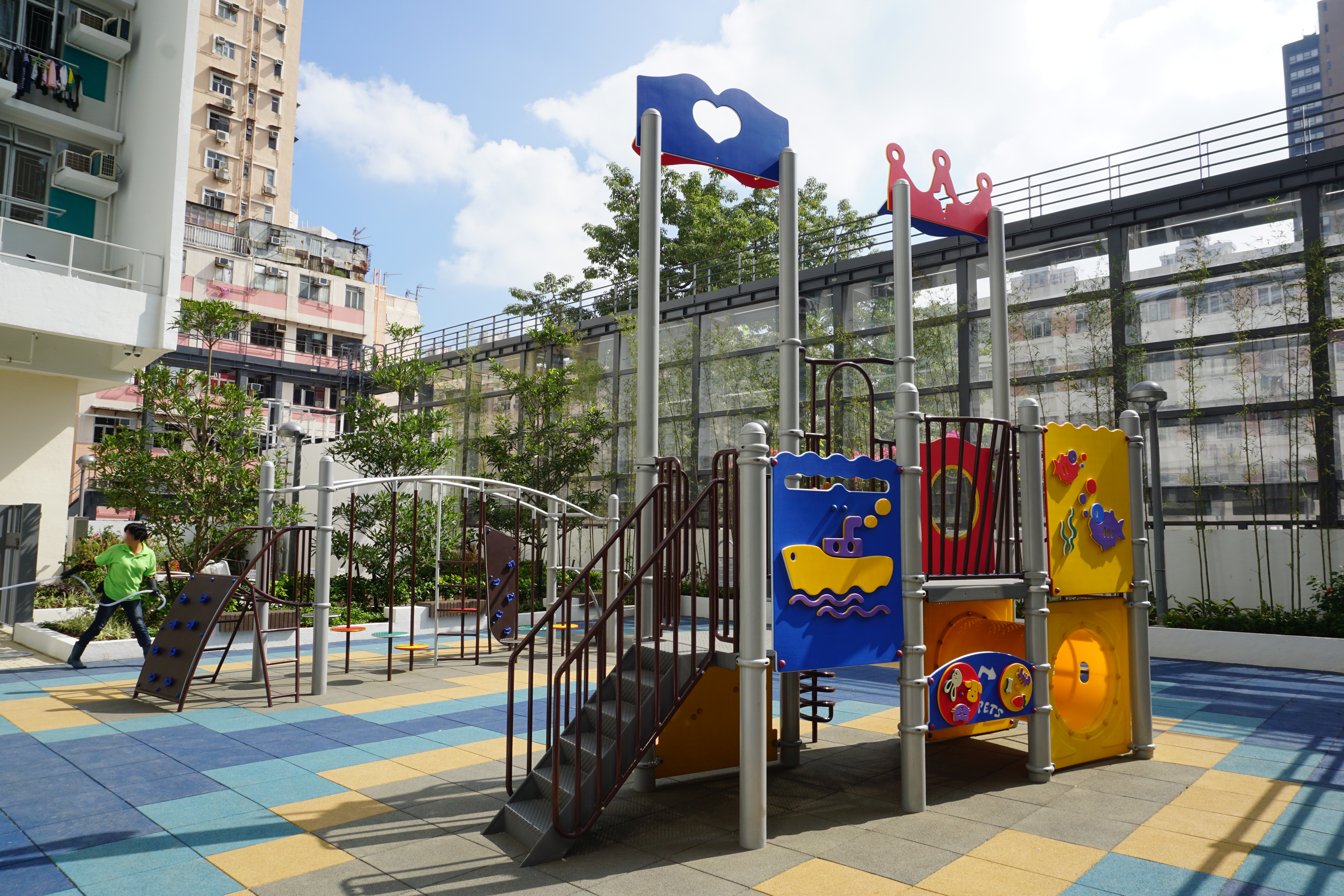
1樓平台社區遊樂場

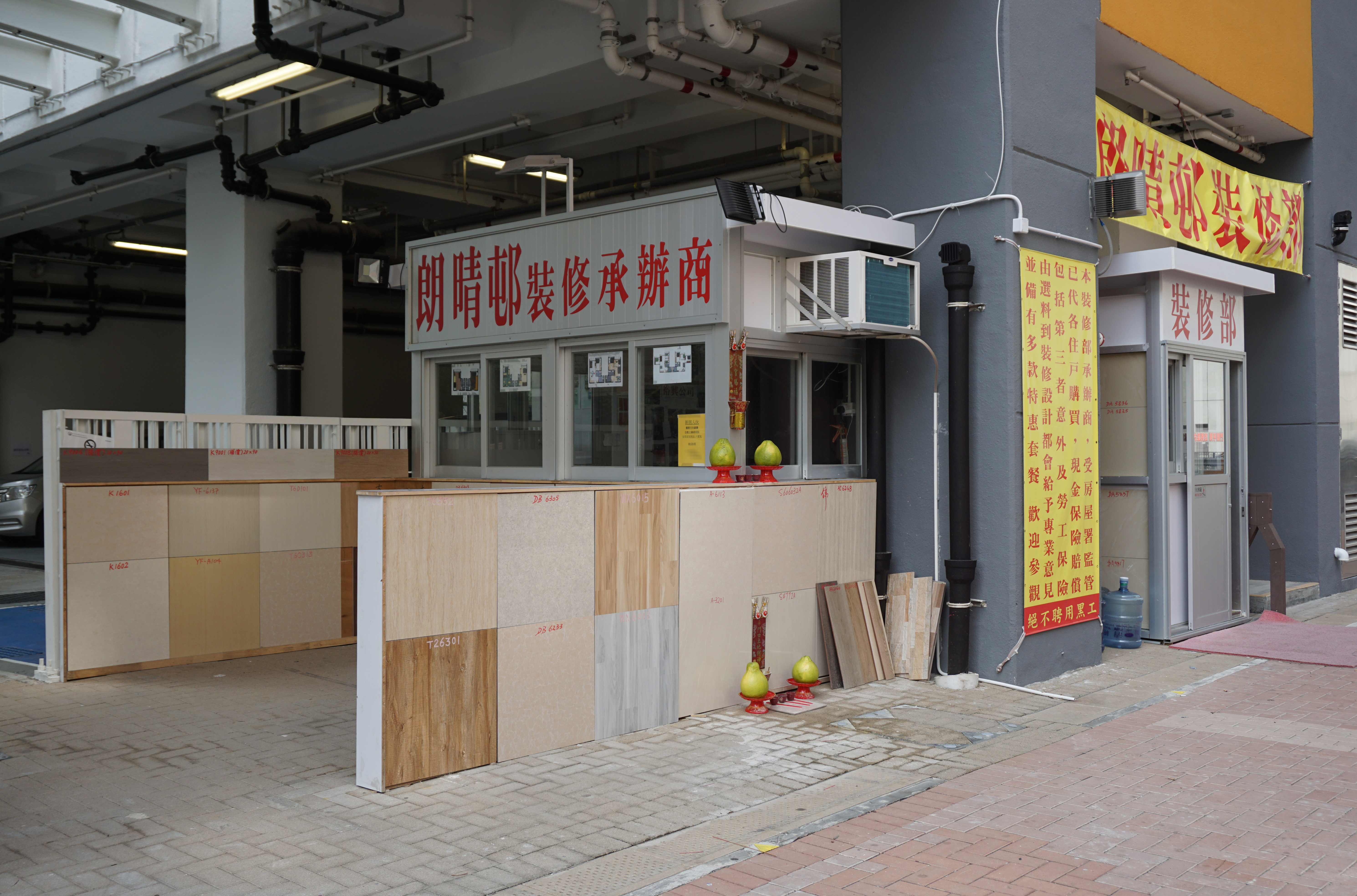
單位裝修承辦商（在2016年入伙初期運作）

- 屋邨辦事處
- 商舖
- 多用途活動室
- 一樓平台綠化花園（可供公眾使用）
- 綠化內庭
- 綠化空中花園
- 連接兩座大樓的平台行人綠化走廊
- 綠化帶
- 社區農場
- 社區遊樂設施
- 太極園
- 乒乓球枱（兩張）
- 棋藝枱（兩張）
- 有蓋停車場
- 單車停車場

## 朗晴邨建築期間的相片

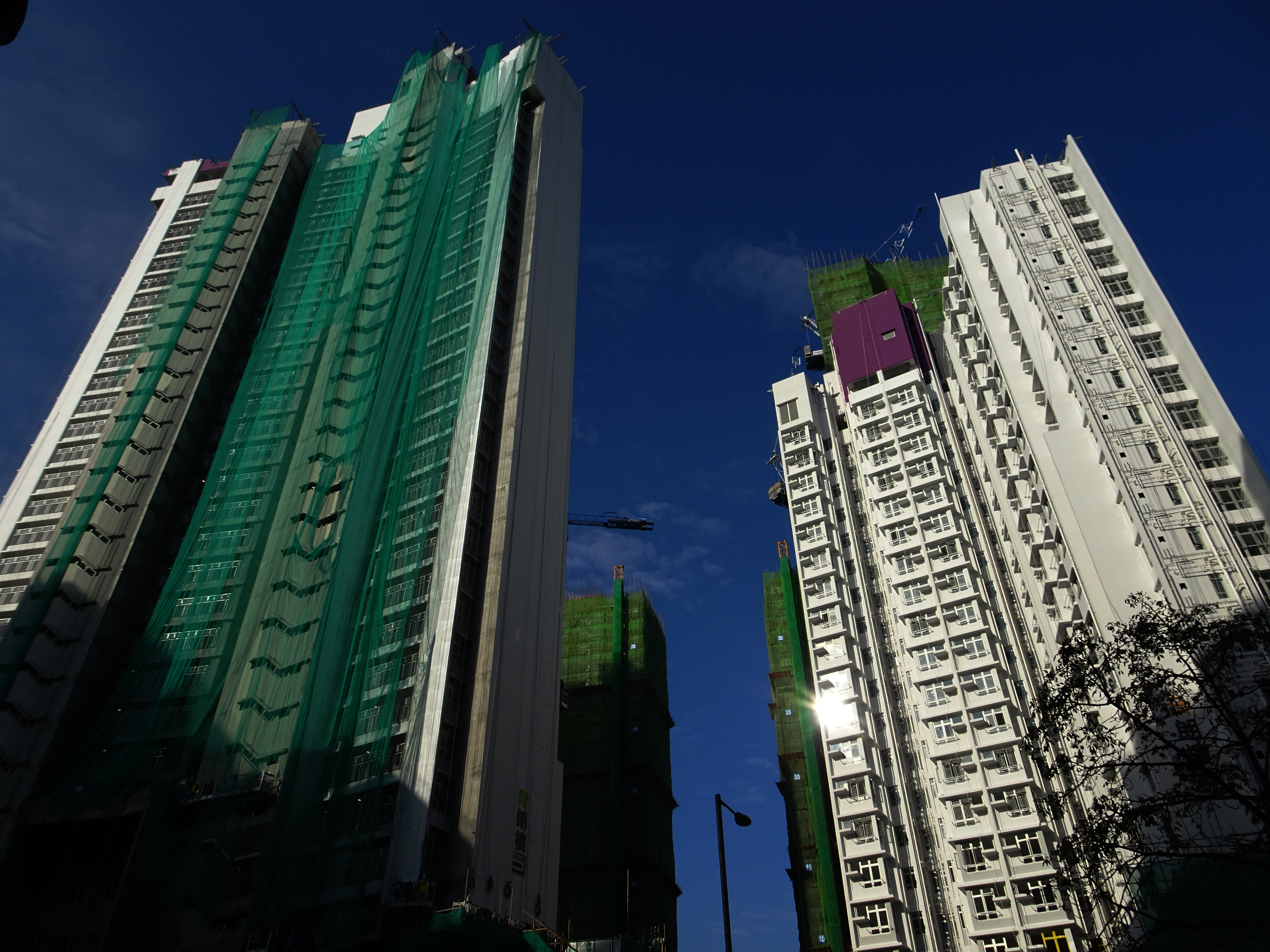
2016年1月
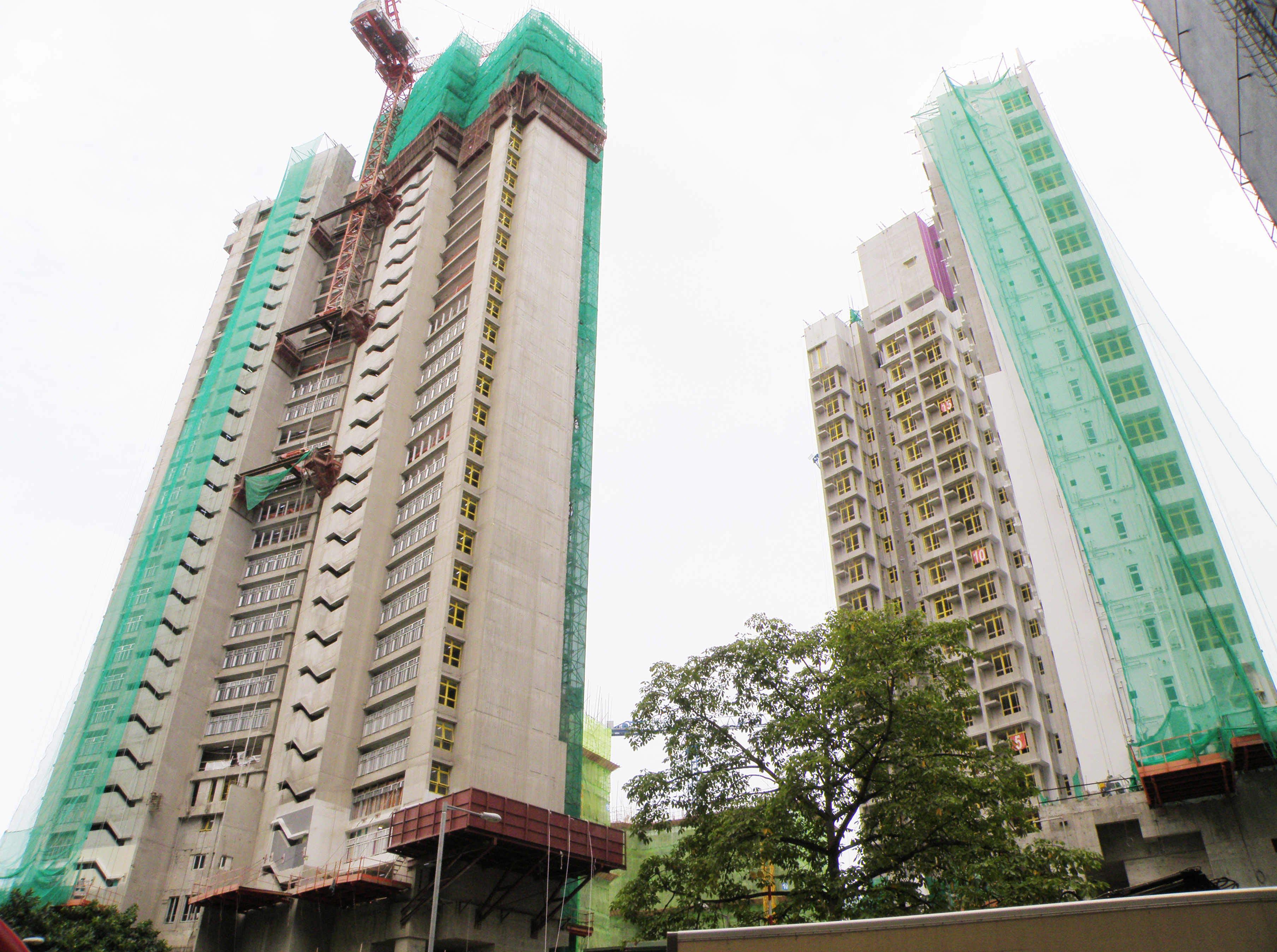
2015年9月
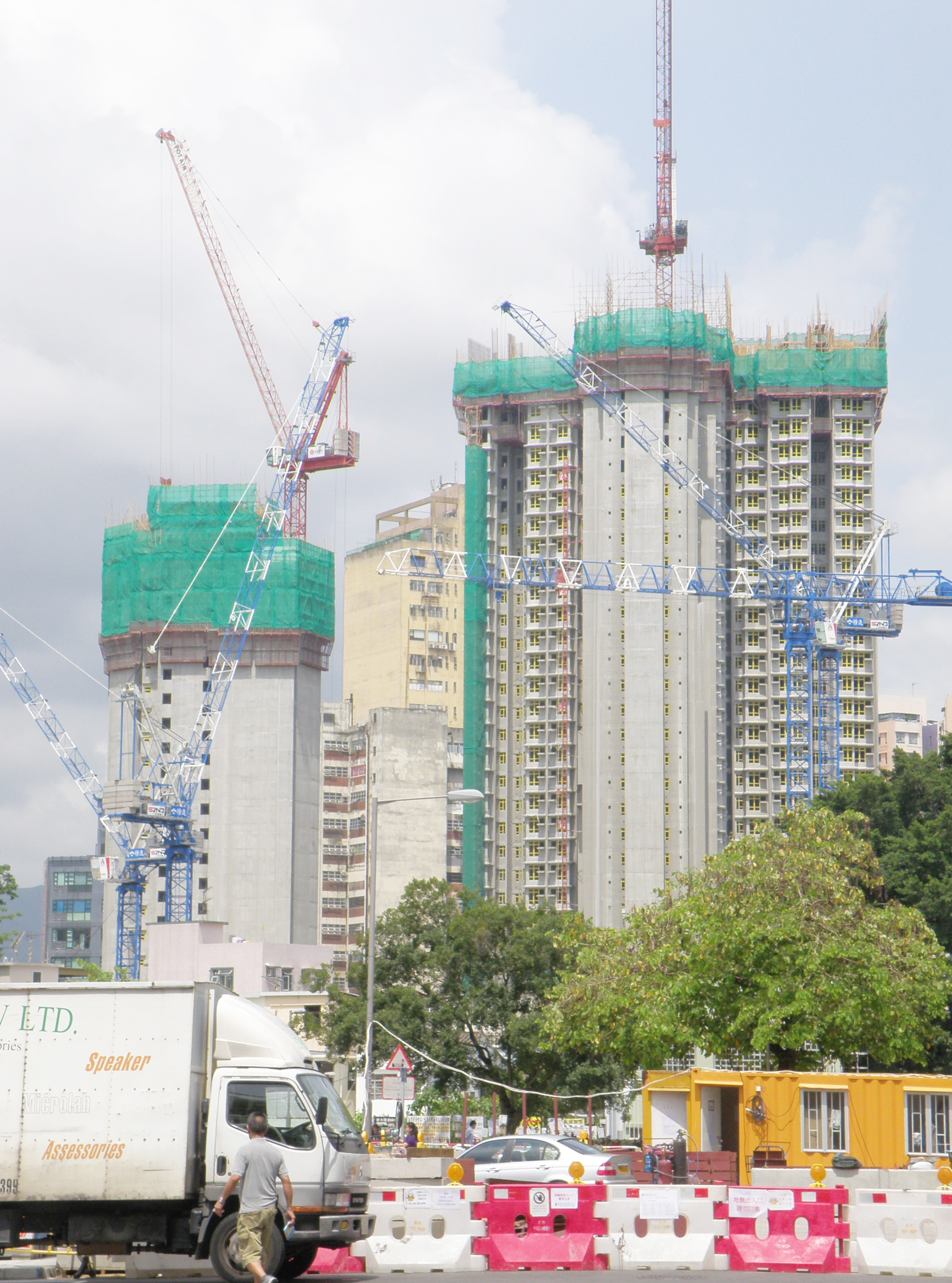
2015年5月
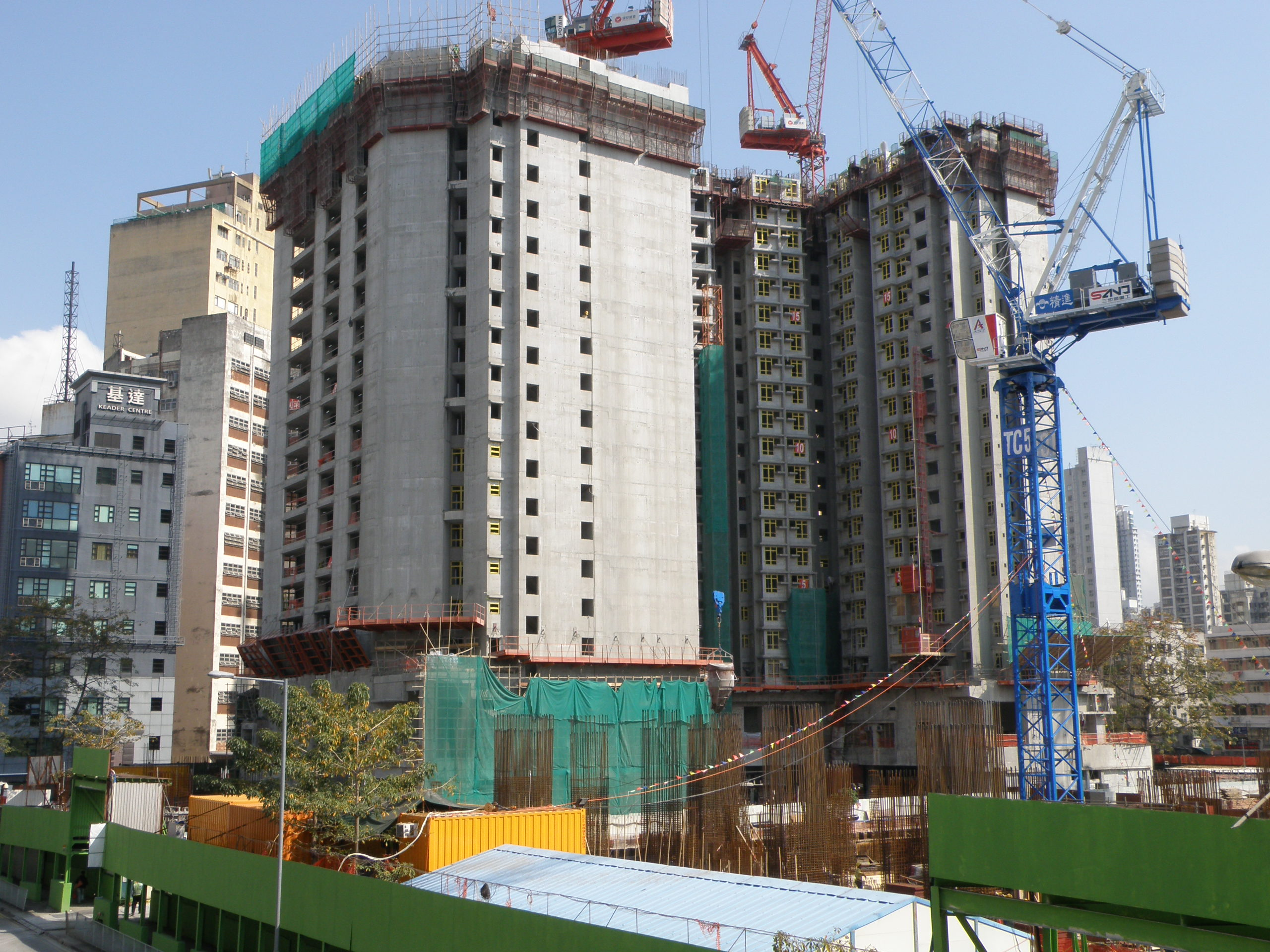
2015年2月
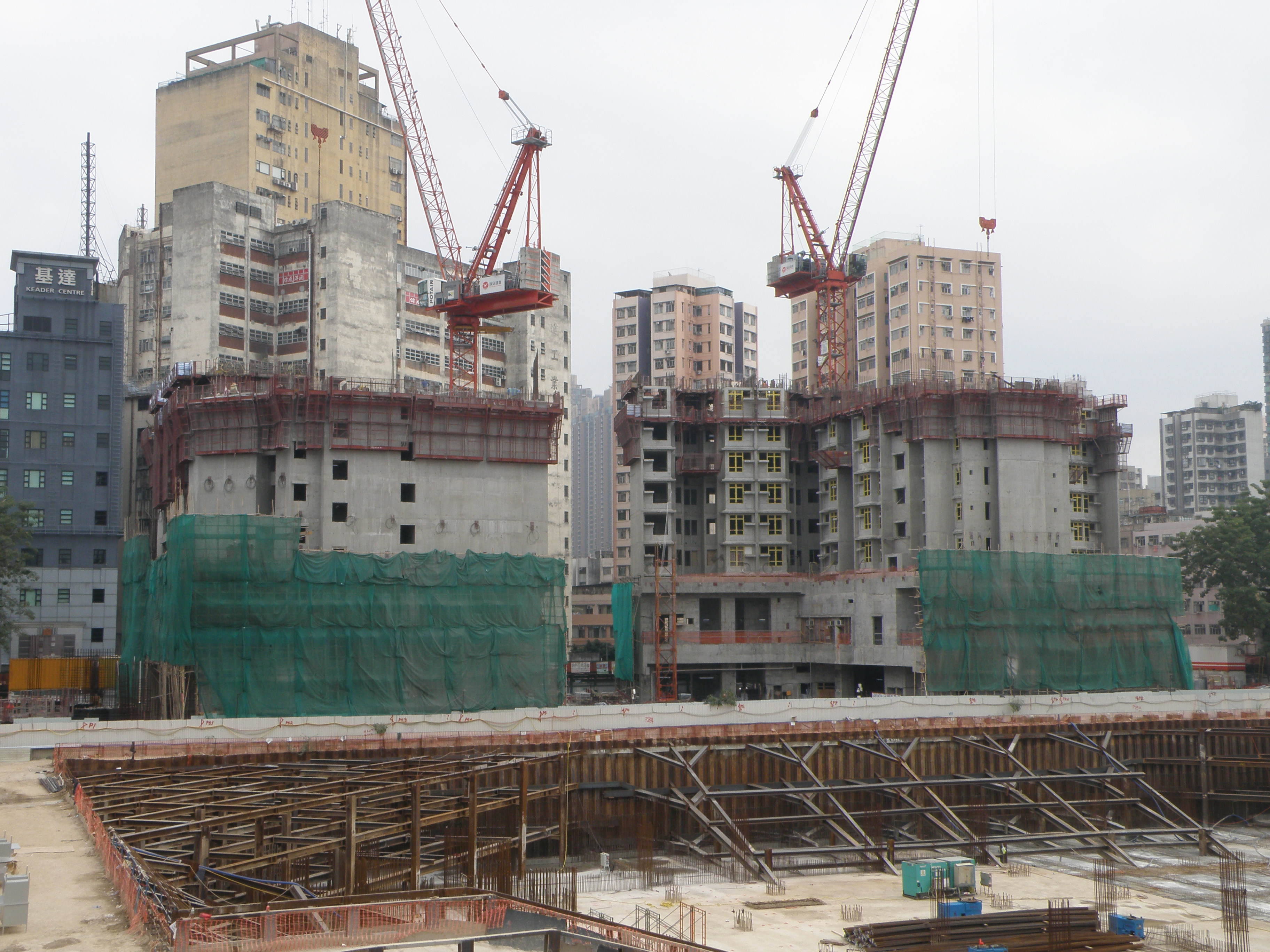
2014年11月

## 外部連結
- Facebook:朗晴邨
- 香港房屋委員會資助房屋小組委員會議事備忘錄 （页面存档备份，存于）
- 房委會物業位置及資料 朗晴邨